# Anthony Harris (Footballspieler, 1991)
Anthony Harris (geboren am 9. Oktober 1991 in Richmond, Virginia) ist ein ehemaliger US-amerikanischer American-Football-Spieler auf der Position des Safeties. Er spielte College Football für Virginia. Von 2015 bis 2020 spielte Harris für die Minnesota Vikings, anschließend war er für die Philadelphia Eagles und die Denver Broncos aus der National Football League (NFL) aktiv.

## College
Harris spielte von 2011 bis 2014 Football am College für die University of Virginia. In der Saison 2013 war er mit acht abgefangenen Pässen (Interceptions) der in dieser Statistik beste Spieler im College Football. Gegen Ende der Saison zog Harris sich eine Schulterverletzung zu, trotz der er in seinem vierten College-Jahr durchgängig spielte. Da seine Schulterverletzung letztlich eine Operation verlangte, konnte Harris sich weder beim NFL Combine noch beim Pro Day oder anderen Workouts zeigen. Während er ursprünglich als einer der besten verfügbaren Safeties im Draft galt, sahen die meisten Analysten ihn später bestenfalls als Zweit- oder Drittrundenpick an.

## NFL
Harris wurde im NFL Draft 2015 nicht ausgewählt und wurde im Anschluss als Undrafted Free Agent von den Minnesota Vikings unter Vertrag genommen. In Minnesota konnte er sich zunächst im Trainingscamp nicht durchsetzen und wurde daher kurz vor Saisonbeginn entlassen. Die Vikings nahmen Harris allerdings im Anschluss in ihren Practice Squad auf. Zum 14. Spieltag wurde er in den aktiven Kader befördert und lief im Spiel gegen die Arizona Cardinals als Starter auf, wobei er überzeugen konnte. In der Folge etablierte sich Harris zunehmend bei den Vikings. Er kam auch in den drei noch folgenden Saisonspielen zum Einsatz und sah in den Spielzeiten 2016 und 2017 in jedem Spiel Einsatzzeit, wobei er sechsmal von Beginn an spielte.
Am 6. Spieltag der Saison 2018 konnte er, ebenfalls gegen die Arizona Cardinals, einen Pass von Josh Rosen abfangen und damit seine erste Interception in der NFL feiern.
In der Saison 2019 wurde Harris nach dem Abgang von Andrew Sendejo zum Starter neben Harrison Smith. Am ersten Spieltag der Saison konnte er im Spiel gegen die Atlanta Falcons zwei Pässe von Matt Ryan abfangen und eroberte zudem einen Fumble. Für seine Leistung wurde er als NFC Defensive Player of the Week ausgezeichnet.
Insgesamt fing Harris in der Regular Season sechs Interceptions, womit er die Liga in dieser Statistik zusammen mit Stephon Gilmore (New England Patriots) und Tre’Davious White (Buffalo Bills) anführte. Bei den Vikings hatte seit Darren Sharper (neun Interceptions) in der Saison 2005 kein Spieler mehr Pässe in einer Saison abgefangen. Beim 26:20-Sieg nach Overtime in der Wild-Card-Runde der Play-offs gelang Harris im zweiten Viertel eine weitere Interception, seine erste Interception in der Postseason.
Am 16. März 2020 belegten die Vikings Harris mit dem Franchise Tag.
Im März 2021 unterschrieb Harris einen Einjahresvertrag über fünf Millionen Dollar bei den Philadelphia Eagles. Er setzte in der Saison 2021 insgesamt 72 Tackles, fing eine Interception und verhinderte drei Pässe. Am 18. März 2022 nahmen die Eagles Harris für ein weiteres Jahr unter Vertrag. Am 30. August 2022 wurde er von den Eagles infolge der Verpflichtung von Chauncey Gardner-Johnson entlassen. Anschließend nahmen sie ihn für ihren Practice Squad wieder unter Vertrag, einigten sich jedoch wenige Tage später mit Harris auf eine Auflösung seines Vertrags.
Am 14. September 2022 nahmen die Denver Broncos Harris für ihren Practice Squad unter Vertrag. Er kam in drei Spielen für die Broncos in den Special Teams zum Einsatz, am 6. Dezember 2022 wurde er entlassen. Daraufhin kehrte er zu den Philadelphia Eagles zurück und schloss sich am 13. Dezember ihrem Practice Squad an.

## NFL-Statistiken
| Saison                             | Saison | Spiele | Spiele      | Tackles | Tackles | Tackles | Tackles | Interceptions | Interceptions | Interceptions | Interceptions | Interceptions | Fumbles | Fumbles | Fumbles |
| Jahr                               | Team   | Spiele | als Starter | Gesamt  | Solo    | Ast     | Sacks   | PD            | INT           | Yds           | Lng           | TD            | FF      | FR      | Yds     |
| ---------------------------------- | ------ | ------ | ----------- | ------- | ------- | ------- | ------- | ------------- | ------------- | ------------- | ------------- | ------------- | ------- | ------- | ------- |
| 2015                               | MIN    | 4      | 2           | 15      | 13      | 3       | 0,0     | 2             | 0             | 0             | 0             | 0             | 0       | 0       | 0       |
| 2016                               | MIN    | 16     | 3           | 41      | 30      | 11      | 0,0     | 1             | 0             | 0             | 0             | 0             | 0       | 1       | 0       |
| 2017                               | MIN    | 16     | 3           | 18      | 16      | 2       | 0,0     | 1             | 0             | 0             | 0             | 0             | 1       | 2       | 0       |
| 2018                               | MIN    | 15     | 3           | 46      | 34      | 12      | 0,0     | 6             | 3             | 33            | 33            | 0             | 0       | 0       | 0       |
| 2019                               | MIN    | 14     | 14          | 60      | 35      | 23      | 0,0     | 11            | 6             | 42            | 20            | 1             | 0       | 1       | 0       |
| 2020                               | MIN    | 16     | 16          | 104     | 58      | 46      | 0,0     | 7             | 0             | 0             | 0             | 0             | 0       | 0       | 0       |
| 2021                               | PHI    | 14     | 14          | 72      | 36      | 36      | 0,0     | 3             | 1             | 2             | 2             | 0             | 0       | 0       | 0       |
| 2022                               | DEN    | 3      | 0           | 0       | 0       | 0       | 0,0     | 0             | 0             | 0             | 0             | 0             | 0       | 0       | 0       |
| Gesamt                             | Gesamt | 98     | 61          | 356     | 221     | 135     | 0,0     | 31            | 10            | 77            | 33            | 1             | 1       | 4       | 0       |
| Quelle: pro-football-reference.com |        |        |             |         |         |         |         |               |               |               |               |               |         |         |         |